# Jardín Botánico Nacional de Letonia
El Jardín Botánico Nacional de Letonia (en letón : Nacionālais Botāniskais dārzs) es un jardín botánico y herbario de 126 hectáreas de extensión lo que lo convierte en el jardín botánico más extenso de los "países bálticos", que se encuentra en Salaspils y depende administrativamente de la Universidad de Letonia. 
Es miembro del BGCI. Su código de reconocimiento internacional como institución botánica, así como las siglas de su herbario es RIGA.

## Localización
Nacionālais Botāniskais dārzs, Miera iela 1, Salaspils LV-2169 Latvia-Letonia
Planos y vistas satelitales56°51′31″N 24°20′59″E / 56.85861, 24.34972

## Historia
Este jardín botánico fue creado en 1956

## Colecciones
En este jardín botánico se albergan unas 18000 accesiones de plantas vivas y 15000 taxones de plantas en cultivo, que se exhiben en diferentes colecciones de las que destacan:
- Rhododendron con 227 subespecies, híbridos y cultivares
- Crataegus con 224 taxones,
- Cotoneaster con 120 taxones,
- Salix con 176 taxones,
- Populus con 138 taxones,
- Arboretum de 60 hectáreas de extensión, que exhibe 5000 taxones de árboles y arbustos.
- Pinetum con 771 spp. y variedades de coníferas,
- Rosaleda unas 100 spp. silvestres y unos 1,020 cultivares de rosas,
- Tulipanes con unos 900 taxones,

Además posee en su interior una extensión de 5 hectáreas de vegetación silvestre natural preservada.

## Actividades
En este jardín botánico se llevan a cabo numerosas actividades investigadoras y programas de cultivo y conservación de plantas Ex Situ.
- Biotecnología
- Mejora en el cultivo de las plantas
- Conservación Biológica
- Sistemas informatizados para el manejo de las plantas
- Ecología
- Programas educativos
- Floricultura
- Horticultura
- El estudio biológico y el control de especies invasivas
- Biología de las semillas y de las esporas
- Sistemática y Taxonomía